# Орден Святого Януарія
Орден Святого Януарія (італ. Ordine di San Gennaro) — лицарський орден, започаткований королем Обох Сицилій Карлом IV (згодом — король Іспанії під ім'ям Карла III).

## Історія
Орден було започатковано королем Карлом IV 6 липня 1736 року на честь його заручин з принцесою Марією-Амалією Саксонською. Мали право бути членами ордену тільки католики-дворяни, здатні довести у своєму роді не менше 4-х поколінь, що мали дворянське звання. Після приєднання королівства Обох Сицилій до об'єднаної Італії у 1861 році орден більше не використовувався .
Орден Святого Януарія мав тільки один клас й первинно обмежував кількість членів 60-ма. Потім було прийнято рішення не обмежувати кількість членів жодним числом.

## Опис ордена

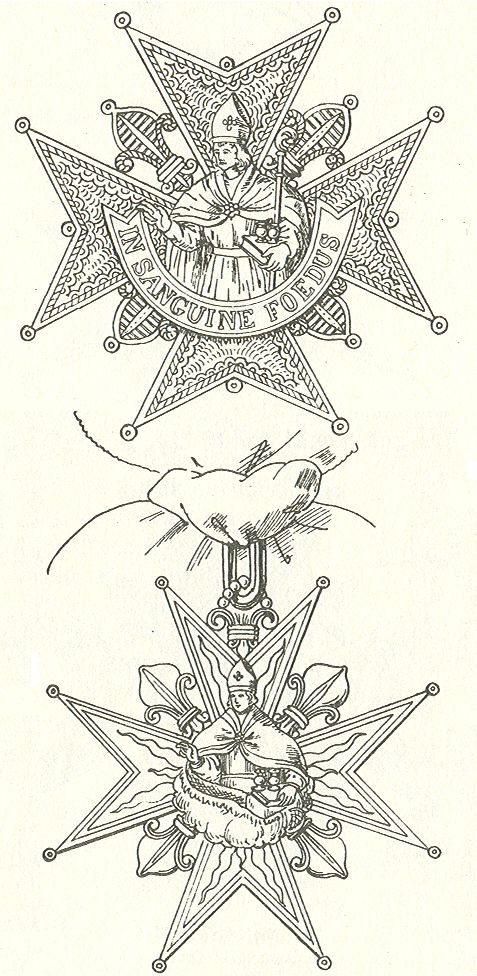
Зірка ордена

Орден має вигляд восьмикінцевого червоно-білого, вкритого емаллю й позолоченого по краях мальтійського хреста, на кінцях якого припаяно золоті кульки. У кожному куті хреста знаходиться золота лілія Бурбонів. У центрі хреста, на його зовнішньому боці — поясне зображення Святого Януарія у єпископському вбранні. Нижче знаходиться золотий напівкруглий напис «IN SANGUINE FOEDUS» (У крові — єдність). На зворотному боці хреста викарбувано оточений двома зеленими пальмовими гілками золотий медальйон.
Орденська стрічка — червоного кольору. Орден носився на стрічці, перекинутій через праве плече до лівого стегна, з орденською зіркою на грудях.
В урочистих випадках слід було надягати спеціальне орденське вбрання, що складалось із пурпурової мантії, вишитої ліліями, з перлинно-сірою підкладкою та прикрашеною двома золотими шнурами. До мантії додававсь оксамитовий чорний капелюх з червоним пером. При такому наряді слід було замість ордена носити тільки нашийний орденський ланцюг, ланки якого складались із королівських лілій та католицьких емблем.